# Лабунський повіт
Лабунський повіт (рос. дореф. Лабуньскій уѣздъ), або Лабунський округ (рос. дореф. Лабунскій округъ) — повіт Волинського намісництва Російської імперії у 1795—1797 роках. Центром повіту було місто Лабунь.

## Історія
1 (12) травня 1795 року на землях Речі Посполитої, анексованих у 1793 і 1795 роках Російською імперією і включених до Брацлавської та Заславської губерній і Кам'янецької області, створені Волинська, Брацлавська і Подільська губернії, які в наступних офіційних документах часто також називали намісництвами.
5 (16) липня 1795 затверджений поділ Волинської губернії (намісництва) на 13 округів, одним з яких став Лабунський округ (повіт). 22 січня (2 лютого) 1796 року імператорським указом були затверджені герби повітових міст новостворених губерній, серед яких і герб Лабуні — центру Лабунського повіту.

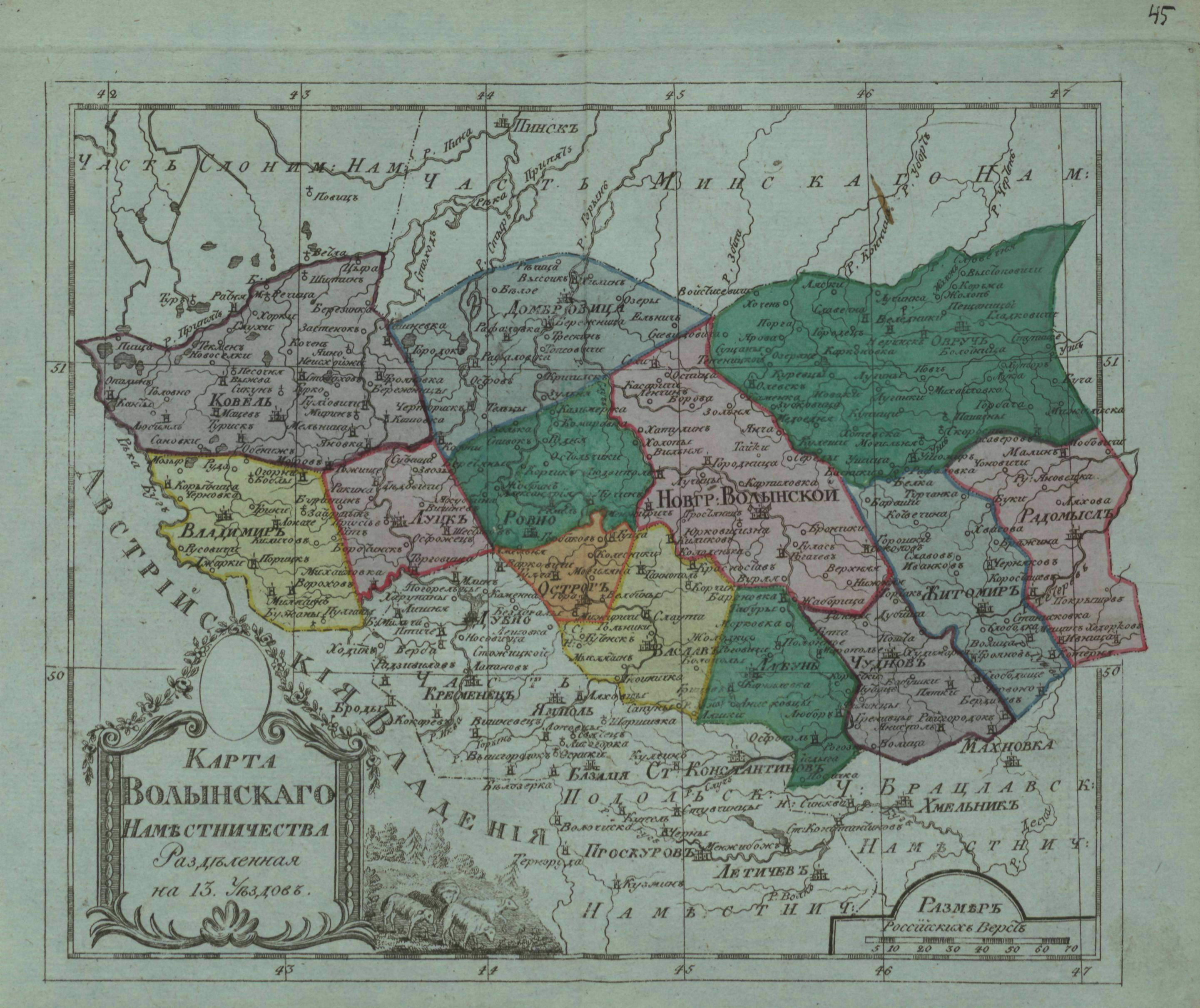
Мапа Волинського намісництва розділена на 13 повітів (1796)

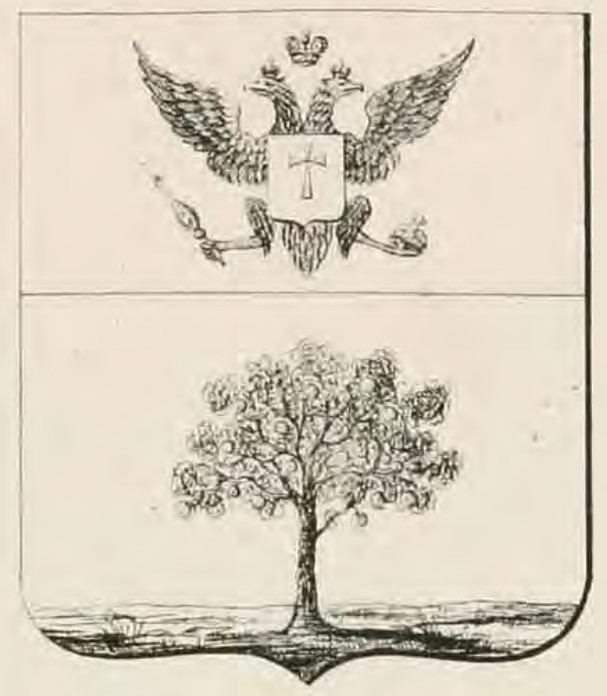
Герб Лабуні, затверджений 1796 року

Серед поселень повіту були: Лабунь, Полонне, Миропіль, Коростки, Любар, Остропіль, Рогізна, Пасічна, Гриців, Онишківці, Корпилівка, Роговичі, Жолудки, Баранівка, Табори, Марківка та інші. Повіт межував з Заславським (на заході), Новоград-Волинським (на півночі), Чуднівським (на сході) повітами та з Подільським і Брацлавським намісництвами на півдні.
Указом від 12 (23) грудня 1796 року російський імператор Павло I затвердив новий поділ країни на губернії, однією з яких була Волинська губернія. Указом від 29 серпня (9 вересня) 1797 року затверджено нові межі Волинської губернії, за якими через те, що населення повіту становило менш як 40 тис. осіб, Лабунський повіт і місто Лабунь стали заштатними й задля зручності включені до сусіднього Житомирського повіту.